# وارتمانسروت
وارتمانسروت (به آلمانی: Wartmannsroth) یک شهر در آلمان است که در Bad Kissingen واقع شده‌است. وارتمانسروت ۲٬۲۸۸ نفر جمعیت دارد.